# Vester Egesborg Sogn
Vester Egesborg Sogn er et sogn i Næstved Provsti (Roskilde Stift).
I 1800-tallet var Vester Egesborg Sogn anneks til Vejlø Sogn. Begge sogne hørte til Hammer Herred i Præstø Amt. Vejlø-Vester Egesborg sognekommune gik allerede i 1962 ind i Fladså Kommune, som blev dannet ved kommunalreformen i 1970. Men her blev Vejlø indlemmet i Næstved Kommune i stedet. Ved strukturreformen i 2007 indgik resten af Fladså i Næstved Kommune.
I Vester Egesborg Sogn ligger Vester Egesborg Kirke.
I sognet findes følgende autoriserede stednavne:
- Jarsskov (areal)
- Kyllebæk Huse (bebyggelse)
- Myrup (bebyggelse, ejerlav)
- Præstelodshuse (bebyggelse)
- Rådekrog (bebyggelse)
- Skovmølle (bebyggelse, ejerlav)
- Stejlebanke (areal)
- Søgård (bebyggelse)
- Uglebanker (bebyggelse)
- Vester Egesborg (bebyggelse, ejerlav)